# Montaspre (Alfara de Carles)
El Montaspre és una serra situada entre els municipis d'Alfara de Carles i de Paüls a la comarca del Baix Ebre, amb una elevació màxima de 883 metres.